# Nicole Sanderson
Nicole Therese Sanderson (ur. 1 kwietnia 1976 w Perth) – australijska siatkarka plażowa.
Sanderson rozpoczęła karierę w siatkówce halowej, gdzie grała w drużynie Uniwersytetu Pepperdine. W 1998 roku po raz pierwszy wystartowała w World Tour organizowanym przez FIVB, gdzie brała udział do sezonu 2006. Z Natalie Cook zdobyły brązowy medal na Mistrzostwach Świata w 2003 roku w Rio de Janeiro. Jej najlepszym wynikiem w World Tour było drugie miejsce w Osace w Japonii w 2004 roku. W tym samym roku awansowała na Letnie Igrzyska Olimpijskie 2004 w Atenach. Turniej zakończyli na czwartym miejscu po przegranym meczu o brązowy medal z Amerykanami Holly McPeak i Elaine Youngs.